# Joncourt East British Cemetery
Joncourt East British Cemetery est l'un des deux cimetières militaires de la Première Guerre mondiale situé sur le territoire de la commune de Joncourt dans le département de l'Aisne, le second étant Joncourt British Cemetery.

## Historique
Occupé par les Allemands depuis fin août 1914, le Village de Joncourt ne fut libéré que le 4 octobre 1918 après la percée de la Ligne Hindenburg. 

## Caractéristique

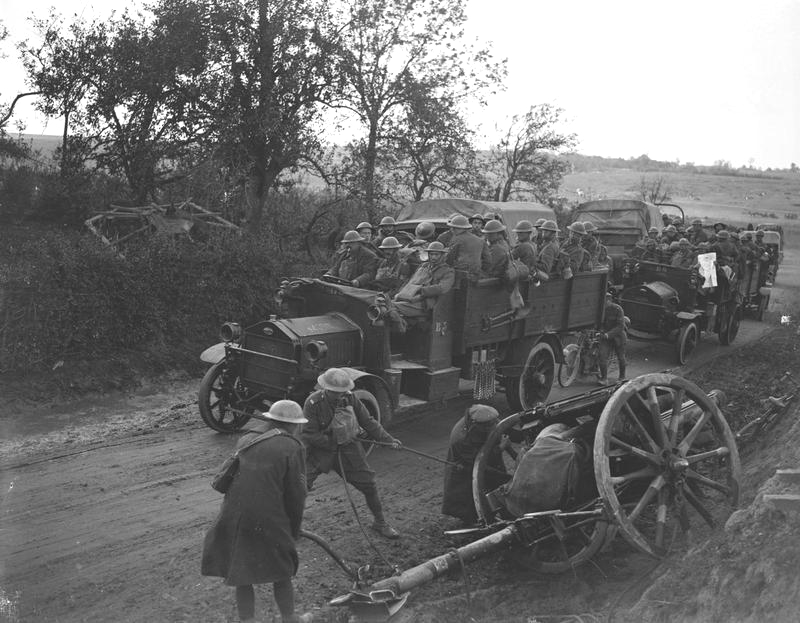
Soldats britanniques à Joncourt en octobre 1918.

Le cimetière britannique de Joncourt East contient 71 sépultures, dont 62 appartiennent aux 15e ou 16e Lancashire Fusiliers ou au 2e Manchesters. Toutes les tombes datent de la période du 30 septembre au 3 octobre 1918. Le cimetière a été conçu par W H Cowlishaw. Il est situé sur la D 713 à 1 km à l'est du village, sur un chemin agricole à droite de la route menant à Ramicourt.

## Galerie

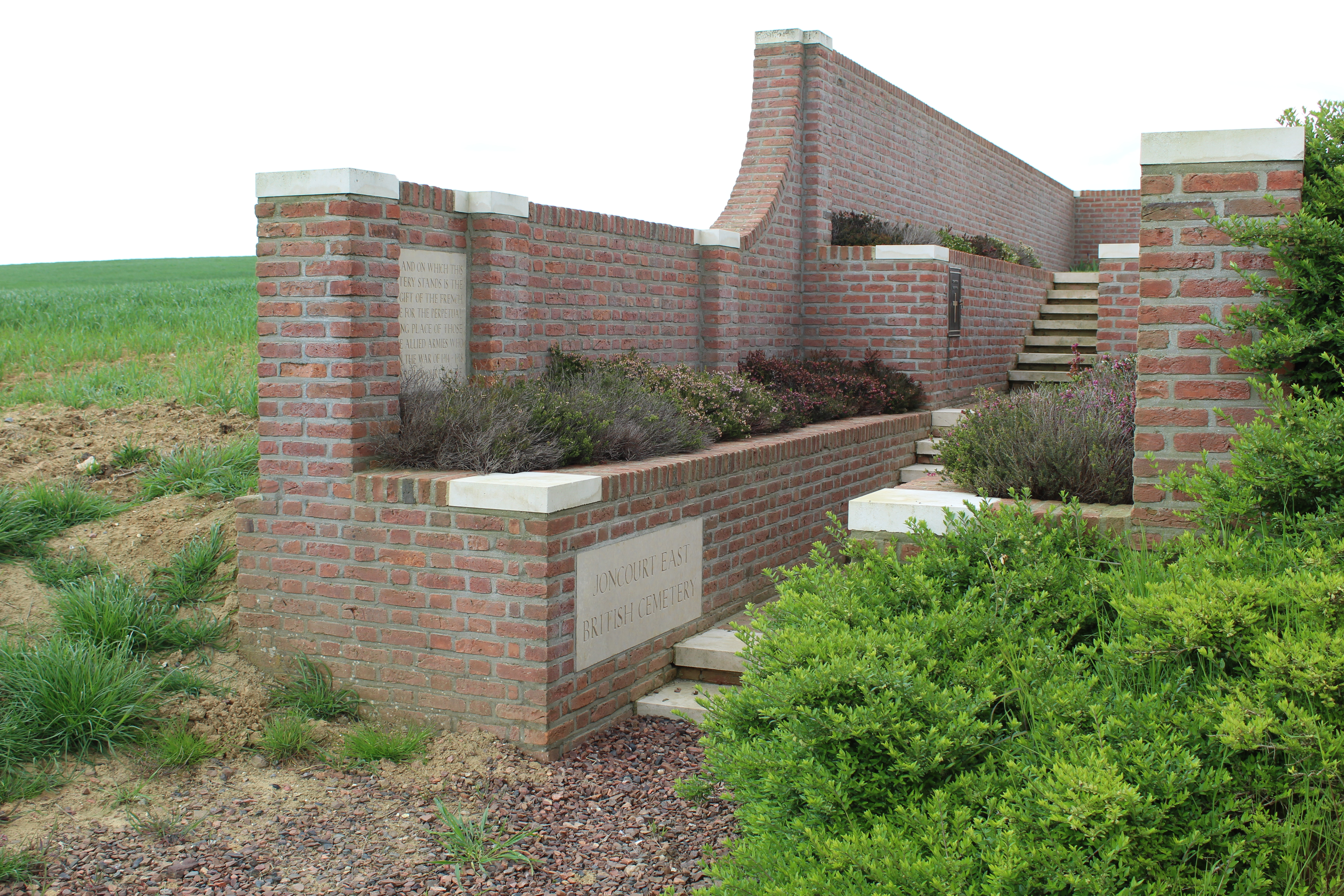
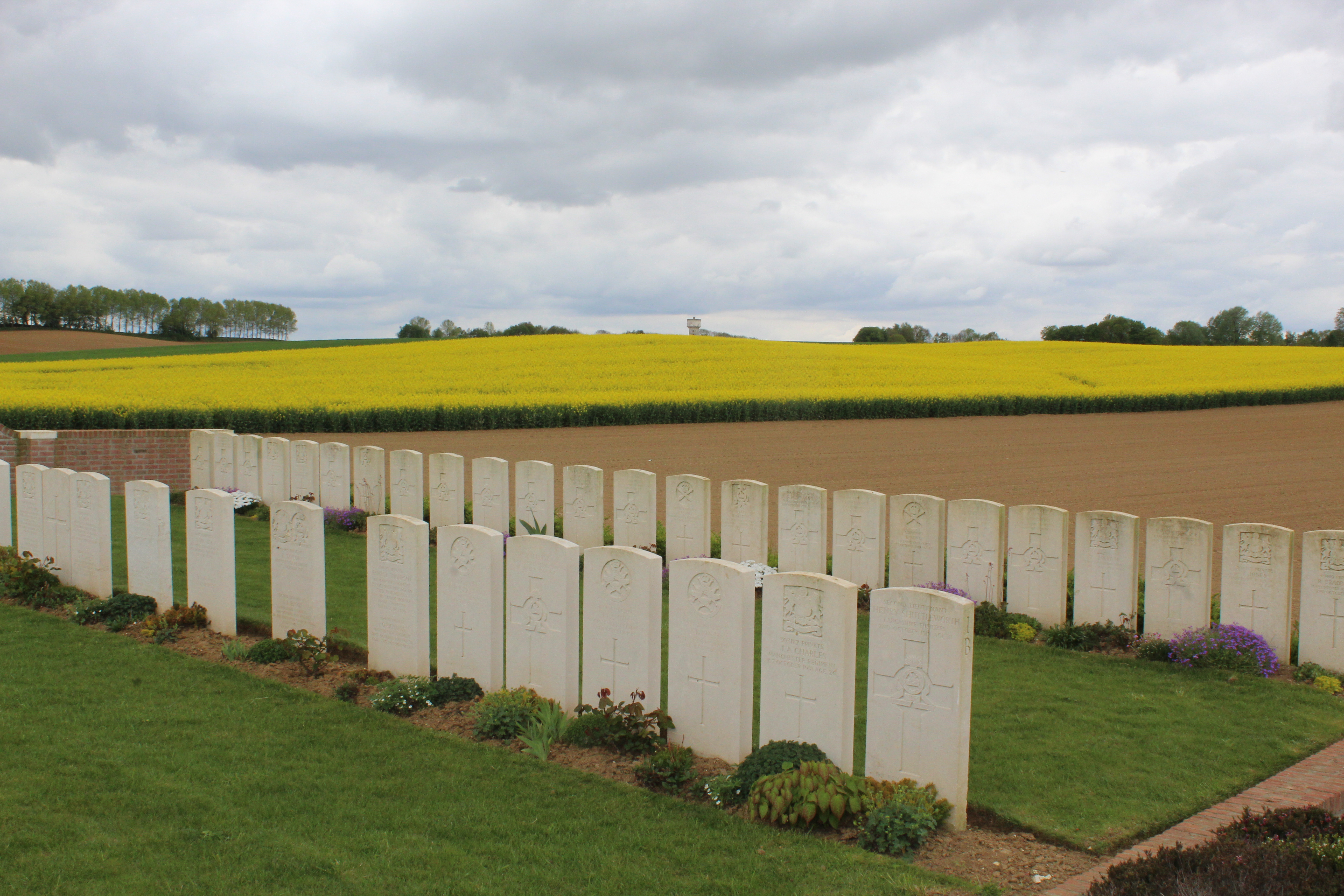
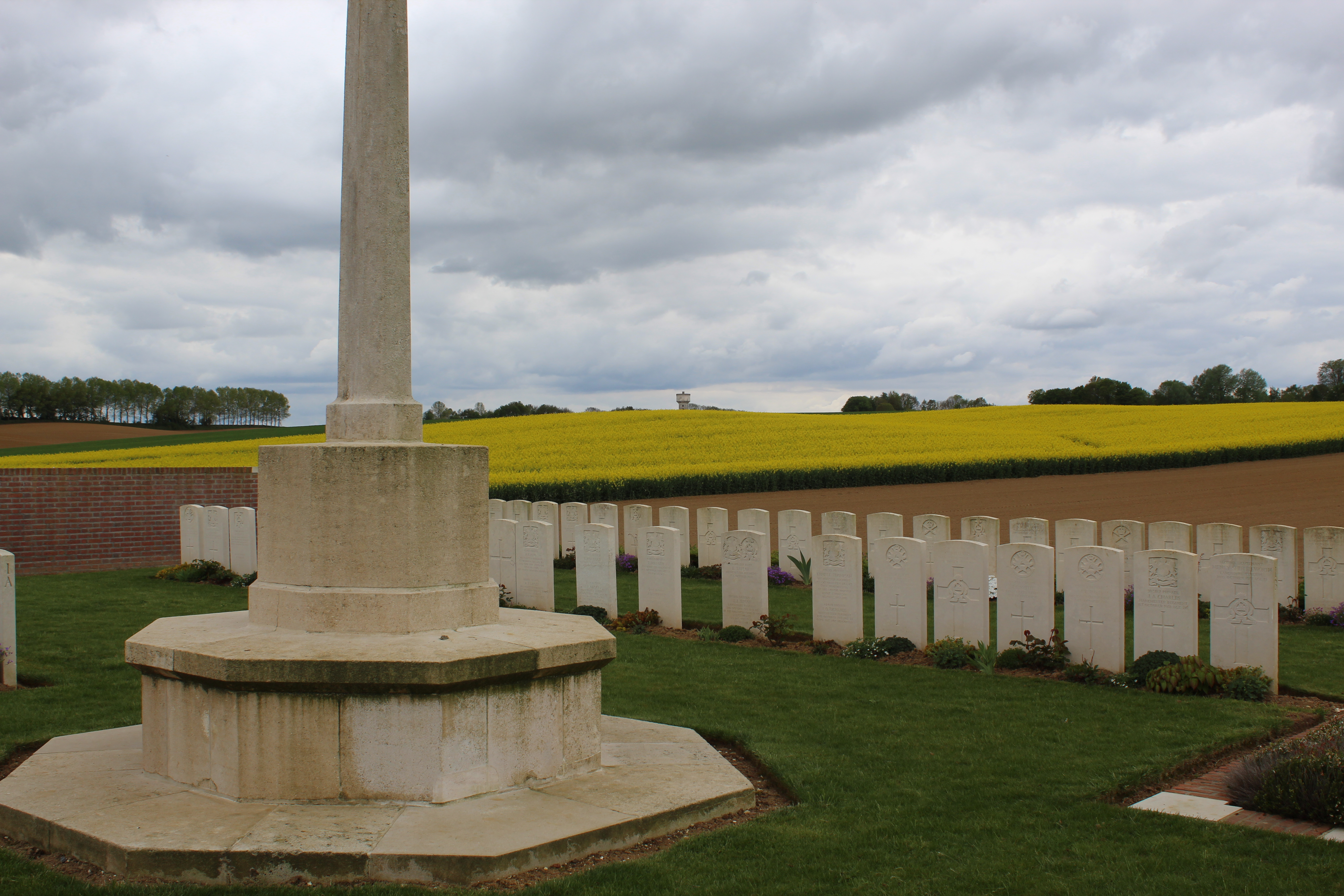
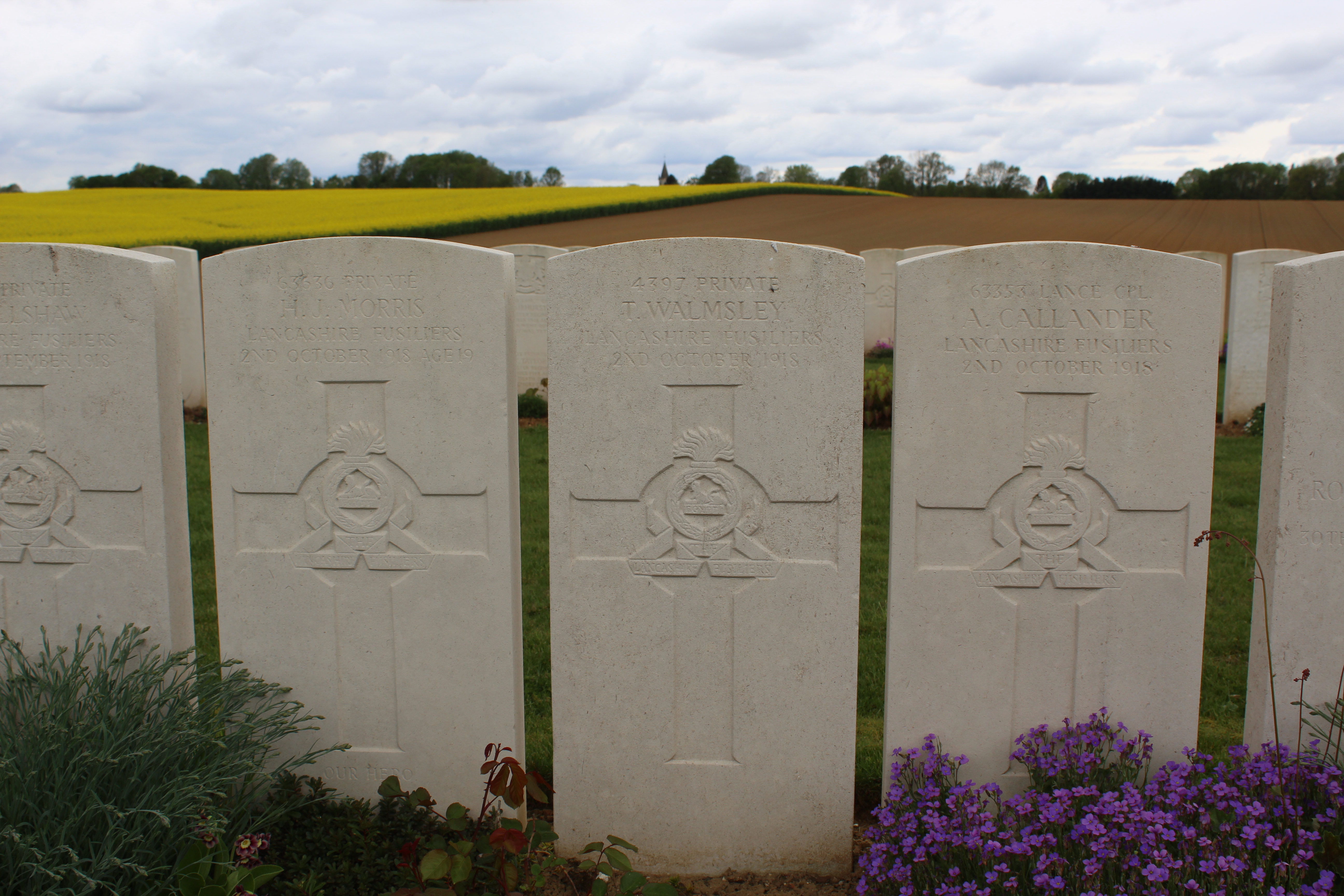
Tombes de 3 soldats du 16è Lancashire Fusiliers tombés le 2 octobre 1918 lors de la prise de Joncourt.

## Sépultures
| Pays        | Sépultures |
| ----------- | ---------- |
| Royaume-Uni | 71         |